# David Riazanov
David Riazanov (russo: Дави́д Ряза́нов), nascido David Borisovich Goldendakh (russo: Дави́д Бори́сович Гольдендах; 10 de março de 1870 - 21 de janeiro de 1938), foi um revolucionário russo, historiador, bibliógrafo e arquivista. Riazanov é mais lembrado como o fundador do Instituto Marx-Engels e editor do primeiro esforço em grande escala para publicar as obras coletadas desses dois fundadores do movimento socialista moderno. Riazanov também é lembrado como uma vítima proeminente da Grande Terros do final da década de 1930.

## Trabalhos
- Anglo-russkia otnosheniia v otsenke K. Marksa: Istoriko-kriticheskii etiud. (Ango-Russian Relations in the Estimation of K. Marx: A Historico-Critical Study.) Petrogrado: Izdanie Petrogradskago Soveta rabochikh i krasnoarmeiskikh deputatov, 1918.
- G.V. Plekhanov i gruppa "Osvobozhdenie truda". (G.V. Plekhanov and the "Emancipation of Labor" Group.) Moscou: Otdel pechati Moskovskogo Soveta rabochikh i krasnoarmeiskikh deputatov, 1919.
- Международный пролетариат и война. Сборник статей 1914-1916 г. (The International Proletariat and the War: Collection of Articles, 1914-1916.)
- Institut K. Marksa i F. Engelʹsa pri V.Ts.I.K. (The Institute of K. Marx and F. Engels of the All-Russian Central Executive Committee.) Moscow: Moskovskii Rabochii, 1923.
- Zadachi profsoiuzov do i v epokhu diktatury proletariata. (The Tasks of the Unions preceding and during the Epoch of the Dictatorship of the Proletariat.) Kharkov: Proletarii, 1923.
- Karl Marx and Friedrich Engels. Joshua Kunitz, trad. Nova York: International Publishers, 1927.
- Karl Marx: Man, Thinker, and Revolutionist. A Symposium. (Editor) Londres: Lawrence and Wishart, 1927.
- Vzgliady Marksa i Engel'sa na brak i semiu. (The Views of Marx and Engels on Marriage and the Family.) Moscou: Molodaia gvardiia, 1927. — Reeditado em tradução como Communism and Marriage.